# Margaritifera margaritifera

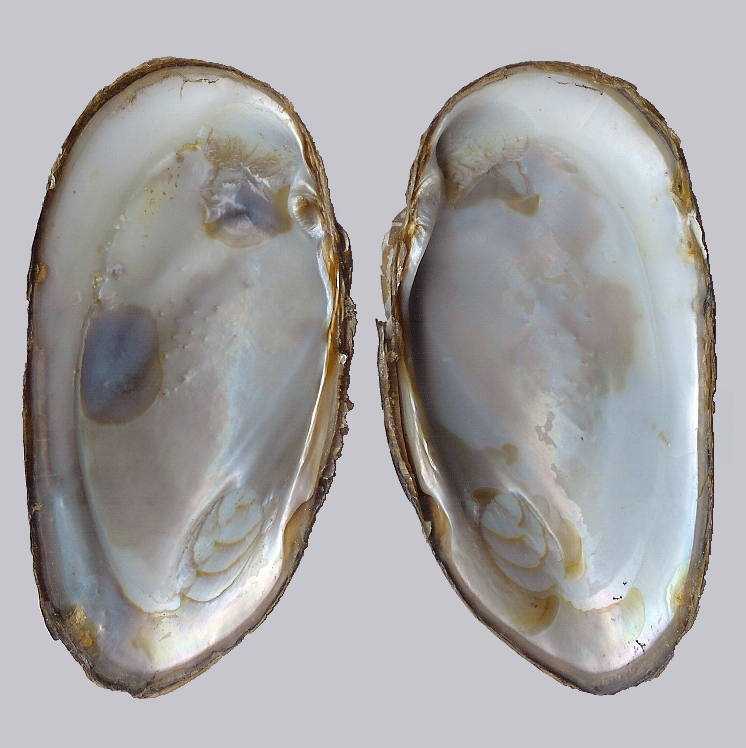
Lớp vỏ xà cừ bóng của trai ngọc nước ngọt

Trai ngọc nước ngọt (Danh pháp khoa học: Margaritifera margaritifera) là một loài trai nước ngọt có nguy cơ tuyệt chủng, một loài nhuyễn thể lưỡng cư dưới nước trong họ Margaritiferidae. Mặc dù tên "trai ngọc trai nước ngọt" thường được sử dụng cho loài này, nhưng các loài trai ngọt khác cũng có thể tạo ra ngọc trai và một số loài cũng có thể được sử dụng làm nguồn cung cấp ngọc trai. Trên thực tế, hầu hết các viên ngọc nuôi cấy ngày nay đều đến từ các loài trong chi Hyriopsis ở Châu Á, hoặc loài Amblema ở Bắc Mỹ, cả hai thành viên của họ Unionidae liên quan, ngọc trai cũng được tìm thấy trong các loài thuộc chi Unio. 

## Đặc điểm
Bên trong vỏ Margaritifera margaritifera có lớp xà cừ dày. Loài này có khả năng sản xuất ngọc trai chất lượng tốt và đã từng bị khai thác trong quá trình tìm kiếm ngọc trai từ các nguồn hoang dã. Trong thời gian gần đây, nhà nghiên cứu khoa học gia người Nga là Valeriy Zyuganov đã nhận được danh tiếng trên toàn thế giới sau khi ông phát hiện ra rằng con trai ngọc trai đã cho thấy sự già nua không đáng kể và ông xác định rằng nó có tuổi thọ tối đa 210-250 năm. Dữ liệu của Zyuganov đã được xác nhận bởi các nhà nghiên cứu người Phần Lan và đã được chấp nhận.
Các dòng suối, sông suối và dòng chảy nhanh, trong sạch được yêu cầu đối với trai ngọc nước ngọt nơi nó được chôn vùi hay chôn một phần trong sỏi và cát thô, thường ở nước ở độ sâu từ 0,5 đến 2 mét, nhưng đôi khi ở độ sâu lớn hơn. Việc làm sạch sỏi và cát là điều cần thiết, đặc biệt đối với trai ngọc, nếu dòng suối hoặc đáy sông bị tắc với bùn cát, chúng không thể hô hấp để thu lấy oxy và sẽ chết. Cũng cần thiết là có sự hiện diện của một quần thể cá hồi khỏe mạnh, một nhóm cá gồm cá hồi và cá hồi nâu, trong đó trai ngọc nước ngọt dựa vào một phần của vòng đời

## Phân loài
Loài trai ngọc nước ngọt này có 03 phân loài là:
- Margaritifera margaritifera margaritifera (Linnaeus, 1758)
- Margaritifera margaritifera parvula (Haas, 1908)
- Margaritifera margaritifera durrovensis Phillips, 1928 - là phân loài nguy cấp ở Ireland.[2]